# Ilse Weber (Malerin)
Ilse Weber, auch Ilse Weber-Zubler, geborene Zubler (* 30. Mai 1908 in Baden AG; † 6. März 1984 in Washington, D.C.), war eine schweizerische Malerin. Sie wird als wichtige Protagonistin des schweizerischen Regionalismus angesehen. Sie war ein Mitglied der aargauischen und zürcherischen Künstlergesellschaft und beteiligte sich an kantonalen sowie nationalen Ausstellungen.

## Leben und Werk
Ilse Zubler wurde in Baden als mittlere von drei Kindern des Elektroingenieurs Rudolf Zubler und der Lehrerin Frieda Zubler-Kieser geboren. Sie war eng mit der Schriftstellerin Gertrud Häusermann befreundet. Nach dem Besuch der Höheren Töchterschule in Zürich sowie der Klavierklasse am Konservatorium besuchte sie mit 22 Jahren die Malstunden in Zürich bei Walter Emil Müller (1896–1983). In Paris führte sie von 1936 bis 1937 ihre Studien bei Othon Friesz weiter.
In Rom lernte sie 1938 ihren späteren Mann, den Maler Hubert Weber, kennen, mit dem sie 1941 eine Tochter bekam. Nach dem Tod ihres Mannes 1944 arbeitete sie als Berufsmalerin. Und verdiente ihr Geld mit öffentlichen Wandbilder, was für eine Künstlerin zu dieser Zeit sehr bemerkenswert ist. Ihr Tätigkeitsbereich umfasste Malerei, Wandmalereien, Zeichnungen, Mosaike und Sgraffito.
1945 erhielt sie den Aufmunterungspreis der Eidgenossenschaft, 1947 das Eidgenössische Kunststipendium und ein Bundesstipendium für einen Studienaufenthalt in Florenz. In Wettingen baute sie sich ein Atelierhaus, in dem sie von 1949 bis 1974 arbeitete. Anschließend wirkte sie von 1974 bis 1984 in einem grossen Fabrikraum der Spinnerei Wettingen. Sie nahm parallel zu ihrem zeichnerischen Schaffen offizielle Aufträge wahr und fertigte Mosaiken, Wandmalereien und Sgraffiti für öffentliche Gebäude an. In dieser Zeit durchging Ilse Weber einen künstlerischen Wandel unter dem Motto:" Ich möchte etwas malen, was ich noch nie gesehen habe." Sie verlagerte ihren Schwerpunkt auf ihre innere Sichtweise und versuchte ihre Gefühle und persönlichen Geschichten in ihren Werken abzubilden. Sie wird als prägende Persönlichkeit für eine ganze Generation von Aargauer Kunstschaffenden angesehen, besonders für jene aus der Ateliergemeinschaft am Ziegelrain in Aarau, auch hatte sie einen maßgeblichen Einfluss auf die schweizerische Kunst der 1970er Jahre.
1982 übersiedelte Weber mit der Familie ihrer Tochter nach Washington, D.C. wo sie bis zu ihrem Tod im Jahr 1984 lebte. Es entstand die in sich geschlossene Werkgruppe «Americana», die in ihrem Schaffen einen Höhepunkt darstellt.
Nach ihrem Tod würdigte das Kunsthaus Zürich 1992 das Schaffen von Ilse Weber, und gleichzeitig wanderte die Dreierausstellung Bourgeois–Oppenheim–Weber von Aarau bis Budapest und New York. Heute sind ihrer Werke unter anderem im Kunsthaus Aarau zu betrachten, wo rund fünfzig ihrer Werke, darunter Arbeiten auf Papier und auf Leinwand vorhanden sind.

## Ausstellungen
- 1937: 16. bis 24. Oktober, Kursaal, Baden AG
- 1961: 14. April bis 2. Mai, Galerie Rauch, Baden AG
- 1967: 2. März bis 2. April, Ilse Weber, Roland Guignard; Aargauer Kunsthaus, Aarau
- 1972: 3. März bis 15. April, Galerie Raeber, Luzern
- 1975: 9. September bis 17. Oktober, Galerie Raeber, Luzern
- 1993: 11. Juni bis 4. Juli, Gluri-Suter-Huus, Wettingen
- 1999: 28. Mai bis 3. Juli, Genf
- 2018: 29. August bis 13. Oktober, Galerie Museum Baviera, Zürich
- 2023: 18. Februar bis 30. Juli, Bündner Kunstmuseum, Chur

## Werke
- Side Entrance. Nachlass, New York 1984.
- Wie eine Landschaft. Kunsthaus Zürich 1992.
- Nachtcarpiccio. Aargauer Kunsthaus. 1981.
- Wasserstern. Wettingen 1976.
- Die gekreuzten Flüsse. Aargauer Kunsthaus. 1975.
- Ausstellungskatalog. Galerie Raeber, Luzern 1972.
- Schiff auf nächtlicher Fahrt. Aargauer Kunsthaus, Aarau 1970.
- mit Roland Guignard: Ausstellungskatalog. Aargauer Kunsthaus, Aarau 1967.
- Landschaft mit aufgestellten Steinen. Aargauer Kunsthaus, Aarau 1966
- Seltsame Fahrt. Aargauer Kunsthaus, Aarau 1966
- Marmordächer. Aargauer Kunsthaus, Aarau 1965